# رود یورونگ‌قاش
رود یورونگ‌قاش (انگلیسی: White Jade River) یک رودخانه در استان سین‌کیانگ کشور چین است.